# Лордкипанидзе, Давид Отарович
Давид Отарович Лордкипанидзе (груз. დავით ლორთქიფანიძე; род. 5 августа 1963, Тбилиси) — грузинский антрополог и археолог. 
Профессор, доктор наук, иностранный член Национальной академии наук США (2007), член World Academy of Art and Science. Наиболее известен находкой в Дманиси Homo georgicus (затем классифицированных как Homo erectus).

## Биография
Сын археолога и исследователя древних городов Южного Кавказа Отара Лордкипанидзе (1930—2002). Родился в Тбилиси. В 1985 году окончил факультет географии и геологии Тбилисского государственного университета, а в 1992 году защитил кандидатскую диссертацию. В 1999–2000 годах он был приглашенным профессором Национального исторического музея Парижа. С 2005 года возглавляет Грузинский национальный музей. Опубликовал около 100 научных работ (в том числе несколько монографий) в области антропологии, палеоэкологии, эволюции гоминид и археологии. 

## Награды
- Орден Чести (Грузия)
- Президентский орден «Сияние» (2011)
- Награда принца Монако
- Французский орден «За заслуги»
- Французский орден Академических пальм (2002)
- Rolex Awards for Enterprise
- Медаль Гёте